# Длинноклювая ложнонектарница
Длинноклювая ложнонектарница (лат. Neodrepanis coruscans) — вид воробьинообразных птиц семейства мадагаскарских питтовых (Philepittidae). Обитают в лесах в восточной части Мадагаскара.

## Описание
Птица небольшого размера — длина 9,5–10,5 см. Вес около 20 грамм. Имеет короткий хвост и ноги. В брачный период брюшко, грудь и шея самцов имеют яркий жёлтый окрас, перья на спине и верхней части головы — чёрные и синие. Оперение самок и самцов в остальное время оливково-зелёное. От короткоклювой ложнонектарницы отличается более длинным и сильно загнутым клювом.

## Поведение и питание
Период размножения приходится на осенние и зимние месяцы. Из сухих листьев, тонких веток и мха самка строит яйцевидное гнездо, куда откладывает два яйца. Птенцов кормят оба родителя. Длинный изогнутый клюв предназначен для питания нектаром на растениях семейств меластомовых, мареновых и других, однако также могут ловить насекомых.